# Puy-Guillaume
Pour les articles homonymes, voir Guillaume.
 (avril 2018).
Si vous disposez d'ouvrages ou d'articles de référence ou si vous connaissez des sites web de qualité traitant du thème abordé ici, merci de compléter l'article en donnant les références utiles à sa vérifiabilité et en les liant à la section « Notes et références ».
Puy-Guillaume est une commune française située dans le département du Puy-de-Dôme, en région Auvergne-Rhône-Alpes, près de Thiers.
Les habitants de Puy-Guillaume, au nombre de 2 644 en 2022

## Géographie

### Localisation
Puy-Guillaume se trouve au nord-est du département du Puy-de-Dôme, à environ 300 mètres d'altitude et s'étend sur 25 km2, dans une plaine de moyenne montagne. Elle est adhérente du parc naturel régional Livradois-Forez.
Six communes sont limitrophes :
| Limons  |               | Châteldon, Ris           |
|         | Puy-Guillaume | Saint-Victor-Montvianeix |
| Charnat | Paslières     |                          |

### Géologie et relief
La superficie de la commune est de 2 502 hectares ; son altitude est comprise entre 265 et 590 mètres. Le relief du centre-ville est quasiment plat. La ville n'est pas construite sur une butte ou sur une montagne mais est bâtie à une altitude supérieure de quelques mètres à celle de la Dore qui traverse la ville à l'ouest de la commune.
L'altitude de la mairie de Puy-Guillaume est de 286 mètres environ.

### Hydrographie
La commune est traversée par la Dore, dont le centre-ville est situé en rive droite, ainsi qu'un affluent, la Credogne. Plusieurs ruisseaux traversent également la commune. Les flots de l'Allier coulent à proximité de la commune.

### Climat
Pour des articles plus généraux, voir Climat d'Auvergne-Rhône-Alpes et Climat du Puy-de-Dôme.
En 2010, le climat de la commune est de type climat océanique dégradé des plaines du Centre et du Nord, selon une étude du Centre national de la recherche scientifique s'appuyant sur une série de données couvrant la période 1971-2000. En 2020, Météo-France publie une typologie des climats de la France métropolitaine dans laquelle la commune est exposée à un climat de montagne ou de marges de montagne et est dans la région climatique  Nord-est du Massif Central, caractérisée par une pluviométrie annuelle de 800 à 1 200 mm, bien répartie dans l’année. 
Pour la période 1971-2000, la température annuelle moyenne est de 11,2 °C, avec une amplitude thermique annuelle de 16,7 °C. Le cumul annuel moyen de précipitations est de 837 mm, avec 9,8 jours de précipitations en janvier et 7,6 jours en juillet. Pour la période 1991-2020, la température moyenne annuelle observée sur la station météorologique de Météo-France la plus proche, « Mayet-de-Montagne », sur la commune du Mayet-de-Montagne à 19 km à vol d'oiseau, est de 10,9 °C et le cumul annuel moyen de précipitations est de 979,2 mm,. Pour l'avenir, les paramètres climatiques de la commune estimés pour 2050 selon différents scénarios d'émission de gaz à effet de serre sont consultables sur un site dédié publié par Météo-France en novembre 2022.

### Voies de communication et transports

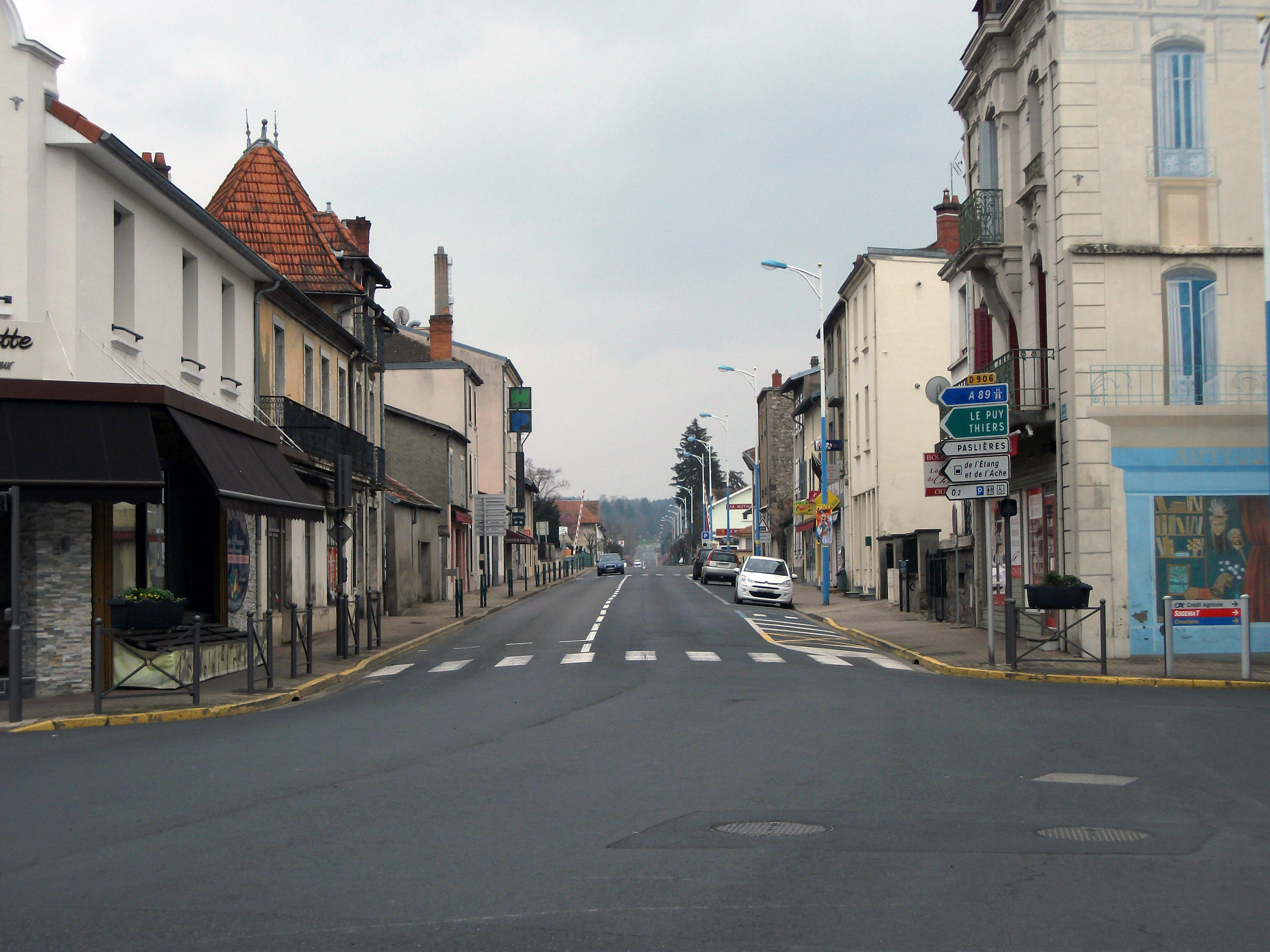
L'ancienne route nationale 106, devenue RD 906, en direction de Thiers.

#### Voies routières
Puy-Guillaume est traversée par l'ancienne route nationale 106 devenue route départementale 906, un axe routier important reliant Le Puy-en-Velay et Thiers au sud à Vichy au nord. L'autoroute A89 peut être empruntée à Thiers (échangeur 29) et l'autoroute A719 à Vichy.
Les autres départementales assurent un maillage local voire intercommunal : la D 4 en direction de Charnat, la D 44 vers Noalhat et de Dorat, la D 59 reliant le lieu-dit la Féculerie à la commune voisine de Châteldon, la D 63 en direction de Maringues et Limons à l'ouest et de Châteldon à l'est, la D 85, qui relie le lieu-dit Montpeyroux à la commune voisine de Châteldon, la D 114, en direction de l'abbaye de Montpeyroux et de Saint-Victor-Montvianeix, la D 342, ainsi que la D 343 contournant la ville par le sud-ouest.

#### Ligne ferroviaire
Une gare (non ouverte au service des voyageurs) est implantée sur la ligne de Saint-Germain-des-Fossés à Darsac.
Les gares les plus proches sont à Thiers, à Pont-de-Dore et à Vichy, et permettent de rejoindre Clermont-Ferrand en TER Auvergne-Rhône-Alpes.

#### Transport en commun
Puy-Guillaume est accessible par quatre lignes interurbaines du réseau Cars Région Puy-de-Dôme, gérées par la région Auvergne-Rhône-Alpes :
| Réseau                  | Ligne | Tracé                                       |
| ----------------------- | ----- | ------------------------------------------- |
| Cars Région Puy-de-Dôme | P03   | Vichy – Thiers – Ambert – Arlanc            |
| Cars Région Puy-de-Dôme | P06   | Peschadoires – Maringues – Clermont-Ferrand |
| Cars Région Puy-de-Dôme | P55   | Puy-Guillaume – Châteldon – Vichy           |
| Cars Région Puy-de-Dôme | P56   | Châteldon – Puy-Guillaume – Thiers          |

## Urbanisme

### Typologie
Au 1er janvier 2024, Puy-Guillaume est catégorisée bourg rural, selon la nouvelle grille communale de densité à sept niveaux définie par l'Insee en 2022.
Elle appartient à l'unité urbaine de Puy-Guillaume, une unité urbaine monocommunale constituant une ville isolée,. Par ailleurs la commune fait partie de l'aire d'attraction de Thiers, dont elle est une commune de la couronne,. Cette aire, qui regroupe 19 communes, est catégorisée dans les aires de moins de 50 000 habitants,.

### Occupation des sols
L'occupation des sols de la commune, telle qu'elle ressort de la base de données européenne d’occupation biophysique des sols Corine Land Cover (CLC), est marquée par l'importance des territoires agricoles (60,6 % en 2018), en diminution par rapport à 1990 (62,7 %). La répartition détaillée en 2018 est la suivante : prairies (38,9 %), forêts (31,2 %), terres arables (14 %), zones agricoles hétérogènes (7,6 %), zones urbanisées (6,6 %), zones industrielles ou commerciales et réseaux de communication (1,6 %). L'évolution de l’occupation des sols de la commune et de ses infrastructures peut être observée sur les différentes représentations cartographiques du territoire : la carte de Cassini (XVIIIe siècle), la carte d'état-major (1820-1866) et les cartes ou photos aériennes de l'IGN pour la période actuelle (1950 à aujourd'hui).

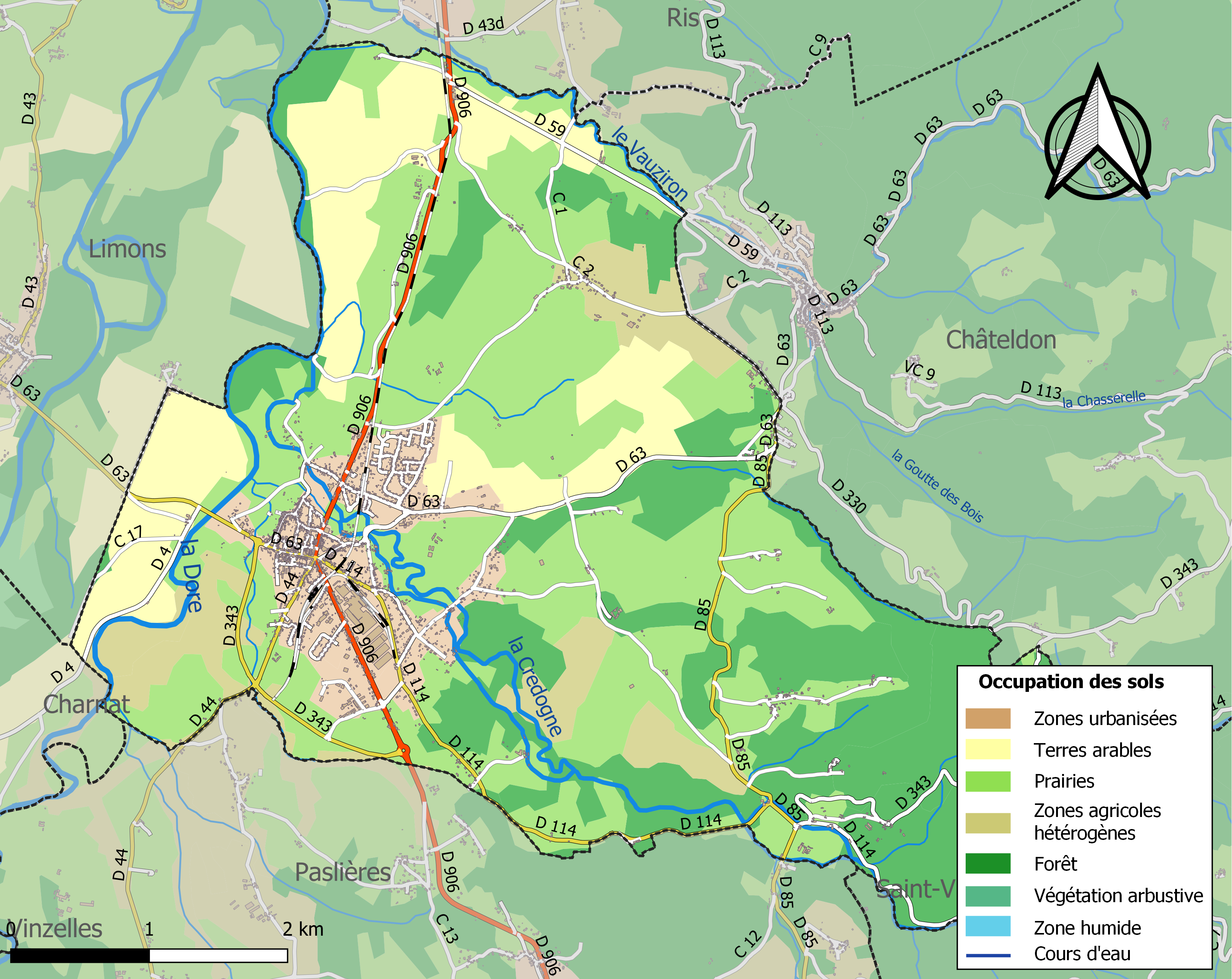
Carte des infrastructures et de l'occupation des sols de la commune en 2018 (CLC).

### Morphologie urbaine et quartiers
La commune est formée d'un centre-ville, d'une extension urbaine continue depuis l'ouverture de la verrerie en 1902 et de plusieurs lieux-dits à l'extérieur de l'agglomération. L'architecture de la ville ne présente que peu d'intérêt patrimonial du fait de son âge.
À l'extérieur du centre-ville s'est dessinée l'ancienne route nationale 106 avec très peu de courbes, voire rectiligne dans l'agglomération.

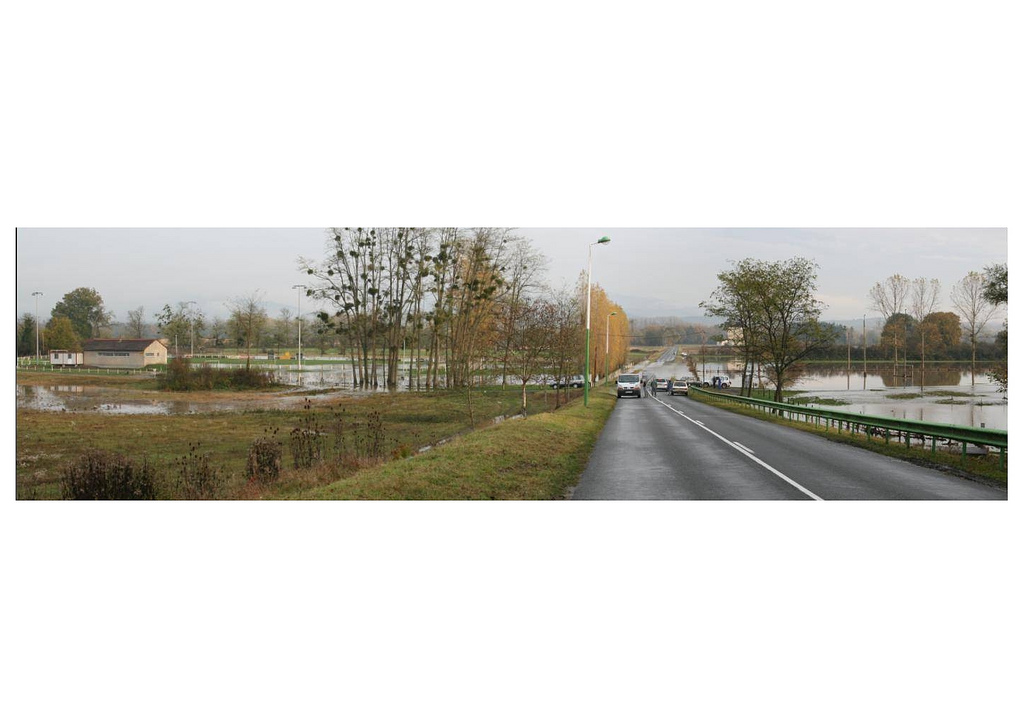
Inondations entre la commune de Puy-Guillaume et de Limons.

### Risques naturels et technologiques
Le territoire de la commune est classé dans la zone de sismicité de niveau 3.
Puy-Guillaume est touchée par plusieurs risques: feu de forêt, inondation, phénomène lié à l'atmosphère, rupture de barrage, séisme, transport de marchandises dangereuses.

## Histoire

### Le bourg
La commune est issue du regroupement des paroisses de Saint-Alyre et de Montpeyroux.
Certains habitants vivaient de la batellerie, faisant de la commune un port actif de la Basse-Auvergne, jusqu'au milieu du XIXe siècle. Celui-ci assurait « le transit des bois, du charbon et du vin ». La Credogne, affluent de la Dore, « est doublée d'un bief qui alimente plus de douze moulins ».
Les mariniers disparaissent au début du XXe siècle. Une verrerie, implantée en 1902, « donne une nouvelle impulsion à la commune ». Cette usine, toujours ouverte, emploie 315 personnes en 2016.

### L'abbaye de Montpeyroux
L'abbaye de Montpeyroux est une ancienne abbaye cistercienne située au village de Montpeyroux, au sud-est du centre-ville de Puy-Guillaume.

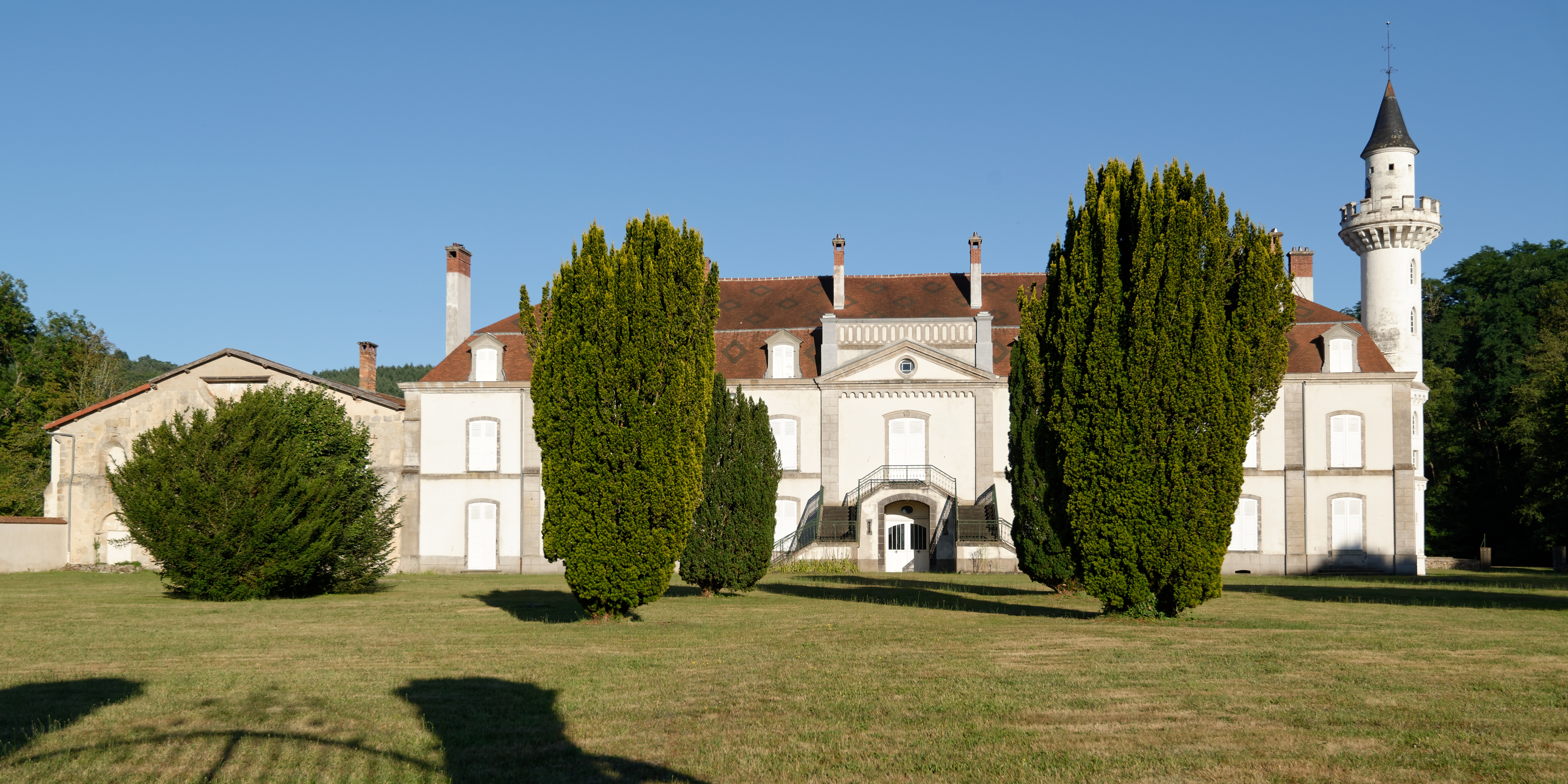
L'Abbaye de Montpeyroux.
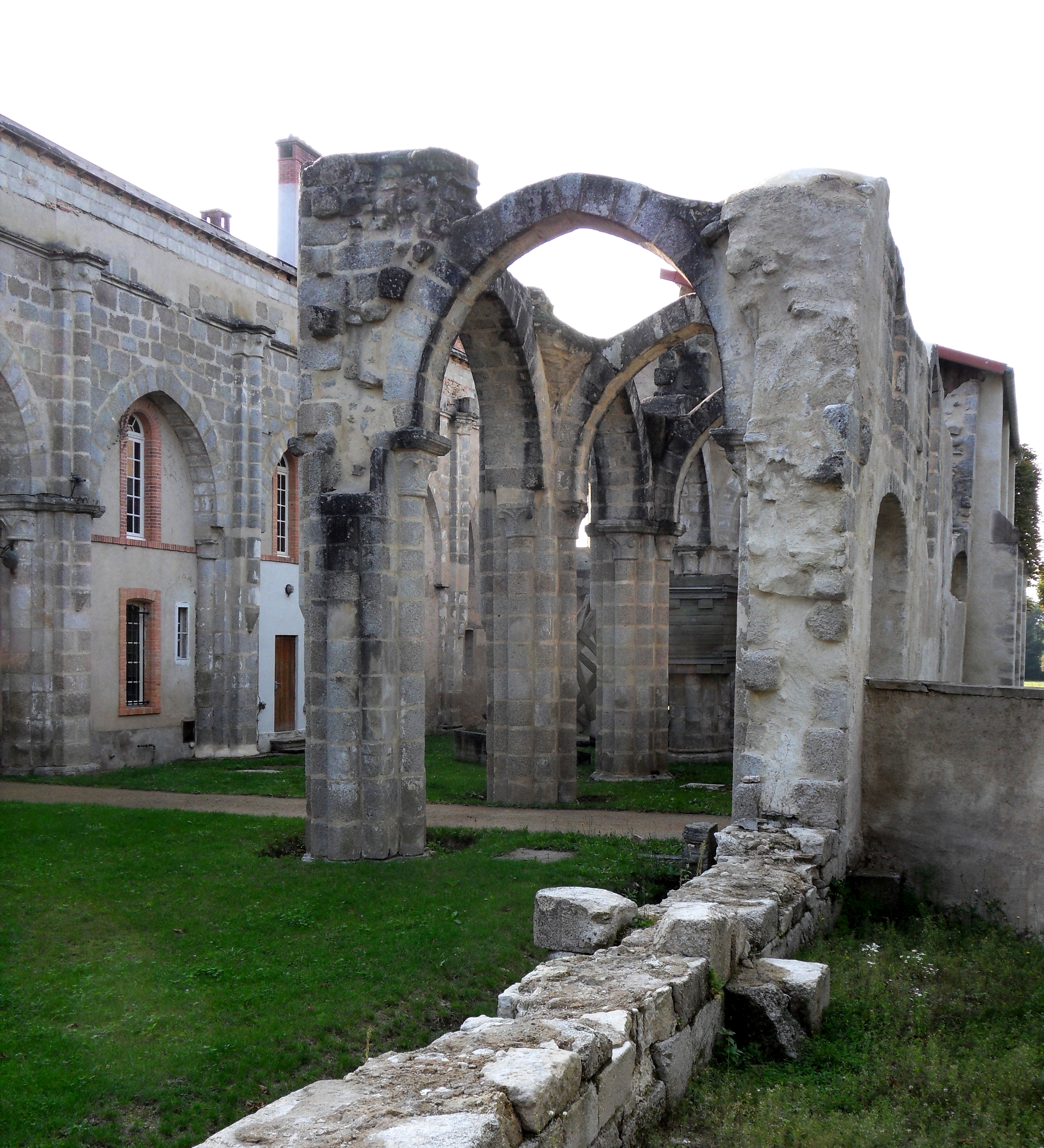
L'Abbaye de Montpeyroux.

## Politique et administration

### Découpage territorial
La commune de Puy-Guillaume est membre de la communauté de communes Thiers Dore et Montagne, un établissement public de coopération intercommunale (EPCI) à fiscalité propre créé le 1er janvier 2017 dont le siège est à Thiers. Ce dernier est par ailleurs membre d'autres groupements intercommunaux. De 2010 à 2016, elle faisait partie de la communauté de communes entre Allier et Bois Noirs.
Sur le plan administratif, elle est rattachée à l'arrondissement de Thiers, à la circonscription administrative de l'État du Puy-de-Dôme et à la région Auvergne-Rhône-Alpes. Jusqu'en mars 2015, elle faisait partie du canton de Châteldon.
Sur le plan électoral, elle dépend du canton de Maringues pour l'élection des conseillers départementaux, depuis le redécoupage cantonal de 2014 entré en vigueur en 2015, et de la cinquième circonscription du Puy-de-Dôme pour les élections législatives, depuis le dernier découpage électoral de 2010.

### Élections municipales et communautaires

#### Élections de 2020
Le conseil municipal de Puy-Guillaume, commune de plus de 1 000 habitants, est élu au scrutin proportionnel de liste à deux tours (sans aucune modification possible de la liste), pour un mandat de six ans renouvelable. Compte tenu de la population communale, le nombre de sièges à pourvoir lors des élections municipales de 2020 est de 23. Les vingt-trois conseillers municipaux, issus d'une liste unique, sont élus au premier tour, le 15 mars 2020, avec un taux de participation de 41,20 %.
Quatre sièges sont attribués à la commune au sein du conseil communautaire de la communauté de communes Thiers Dore et Montagne.
Le conseil municipal est composé de vingt-trois membres, dont six adjoints et seize conseillers municipaux.

#### Chronologie des maires
| Période                                  | Période                   | Identité         | Étiquette              | Qualité |
| ---------------------------------------- | ------------------------- | ---------------- | ---------------------- | --- |
| Les données manquantes sont à compléter. |                           |                  |                        | |
| mars 1977                                | 27 février 2010           | Michel Charasse  | PS puis DVG (et RDSE,) | Conseiller régional d'Auvergne (1979-1987, 1992) Sénateur du Puy-de-Dôme (1981, 1983-1988, 1992-2010) Conseiller général du canton de Châteldon (1988-2010) Vice-président du conseil général (1998-2001) Ancien ministre du Budget Président du SIVOM du canton de Châteldon (2009) |
| 27 février 2010                          | mars 2014                 | Nadine Chabrier  | PS                     | Première adjointe de Michel Charasse, elle lui succéda lorsque celui-ci fut nommé au Conseil constitutionnel Conseillère communautaire de la communauté de communes |
| mars 2014 (réélu en 2020)                | En cours (au 5 août 2021) | Bernard Vignaud, | DVG                    | Retraité Président de la communauté de communes entre Allier et Bois Noirs (2014-2016) |

### Autres élections
Michel Charasse, homme politique français, a été maire de Puy-Guillaume de 1977 à 2010.
Aux élections municipales de 2014, la liste Union de la gauche de Nadine Chabrier, qui s'est représentée, a été battue au premier par la liste divers gauche de Bernard Vignaud, avec 51,37 % des suffrages exprimés. Ce dernier acquiert dix-huit sièges, dont huit au conseil communautaire. 76,85 % des électeurs ont voté (1 610 votants sur 2 095 inscrits).

## Équipements et services publics

### Enseignement
Puy-Guillaume dépend de l'académie de Clermont-Ferrand. Elle gère l'école maternelle publique Fernand-Roux et l'école élémentaire publique François-Mitterrand.
Les élèves poursuivent leur scolarité au collège Condorcet, géré par le conseil départemental du Puy-de-Dôme, situé dans la commune.
Les lycéens se rendent à Thiers, au lycée Montdory pour les filières générales et STMG ou au lycée Jean-Zay pour les filières générales, STL et STI2D.

### Instances judiciaires
Puy-Guillaume dépend de la cour d'appel de Riom, du tribunal de proximité de Thiers, des tribunaux judiciaire et de commerce de Clermont-Ferrand.

## Population et société

### Démographie
L'évolution du nombre d'habitants est connue à travers les recensements de la population effectués dans la commune depuis 1793. Pour les communes de moins de 10 000 habitants, une enquête de recensement portant sur toute la population est réalisée tous les cinq ans, les populations de référence des années intermédiaires étant quant à elles estimées par interpolation ou extrapolation. Pour la commune, le premier recensement exhaustif entrant dans le cadre du nouveau dispositif a été réalisé en 2006.

En 2022, la commune comptait 2 644 habitants, en évolution de −3,61 % par rapport à 2016 (Puy-de-Dôme : +2,1 %, France hors Mayotte : +2,11 %).
| 1793 | 1800  | 1806  | 1821  | 1831  | 1836  | 1841  | 1846  | 1851  |
| ---- | ----- | ----- | ----- | ----- | ----- | ----- | ----- | ----- |
| 942  | 1 339 | 1 187 | 1 335 | 1 516 | 1 639 | 1 673 | 1 754 | 1 809 |

| 1856  | 1861  | 1866  | 1872  | 1876  | 1881  | 1886  | 1891  | 1896  |
| ----- | ----- | ----- | ----- | ----- | ----- | ----- | ----- | ----- |
| 1 736 | 1 791 | 1 845 | 1 822 | 1 840 | 1 885 | 1 801 | 1 742 | 1 695 |

| 1901  | 1906  | 1911  | 1921  | 1926  | 1931  | 1936  | 1946  | 1954  |
| ----- | ----- | ----- | ----- | ----- | ----- | ----- | ----- | ----- |
| 1 844 | 2 154 | 2 350 | 2 137 | 2 251 | 2 628 | 2 574 | 2 325 | 2 327 |

| 1962  | 1968  | 1975  | 1982  | 1990  | 1999  | 2006  | 2011  | 2016  |
| ----- | ----- | ----- | ----- | ----- | ----- | ----- | ----- | ----- |
| 2 413 | 2 420 | 2 595 | 2 707 | 2 634 | 2 624 | 2 668 | 2 612 | 2 743 |

| 2021  | 2022  | - | - | - | - | - | - | - |
| ----- | ----- | - | - | - | - | - | - | - |
| 2 690 | 2 644 | - | - | - | - | - | - | - |

### Sports et loisirs
La ville de Puy-Guillaume dispose d'un grand nombre de clubs de sport : un club de football, de rugby, de basketball, de tennis, de judo, de gymnastique et de handball. La ville dispose d'une piscine municipale à l'ouest de la commune[réf. nécessaire].
Plusieurs parcs avec des aires de jeux viennent compléter l'offre de la commune.

## Économie
La plus grande entreprise de Puy-Guillaume en termes d'emplois est la Verrerie, une usine de fabrication de bouteilles en verre opérée par le groupe Owens-Illinois. Elle emploie en 2020 environ 350 employés et fabrique 600 unités (bouteilles, mais aussi pots en verre) à la minute, soit environ 500 tonnes quotidiennes. C'est une des plus anciennes usines auvergnates et la seule usine française de contenants en verre destinés à l'alimentaire. En 2017, le taux de recyclage de matière première est de 35 % et ne cesse d'augmenter,,,.
La commune se caractérise par l'absence de supermarché sur son territoire. Cette absence est le fruit d'une politique délibérée de son ancien maire Michel Charasse, qui refuse durant tous ses mandats l'implantation de grande surface commerciale, afin de ne pas défavoriser les petits commerces du centre-ville. Cette volonté est également celle de ne pas proposer un « bas de gamme alimentaire » à ses concitoyens, et de lutter contre la « déshumanisation [des] campagnes ». Cette politique est menée malgré des tentatives de corruption de la part de grandes enseignes. Elle est poursuivie par ses successeurs et couronnée de succès : en 2013, le village compte 38 commerces, notamment deux boulangeries, une chocolaterie, deux fleuristes, des coiffeurs, cinq bistrots ou un magasin de fruits, légumes et fromages, ainsi qu'un marché très actif.

## Culture et patrimoine
Un air de musique porte le nom de Mazurka de Puy-Guillaume. Celui-ci a été collecté par Jean-François Chassaing (Docteur en ethnologie). Ces airs populaires, généralement sans titre et anonymes, ont souvent été rebaptisés lors de leurs collectes, soit du nom de leur interprète, soit du nom du lieu de collecte[réf. nécessaire].

### Lieux et monuments

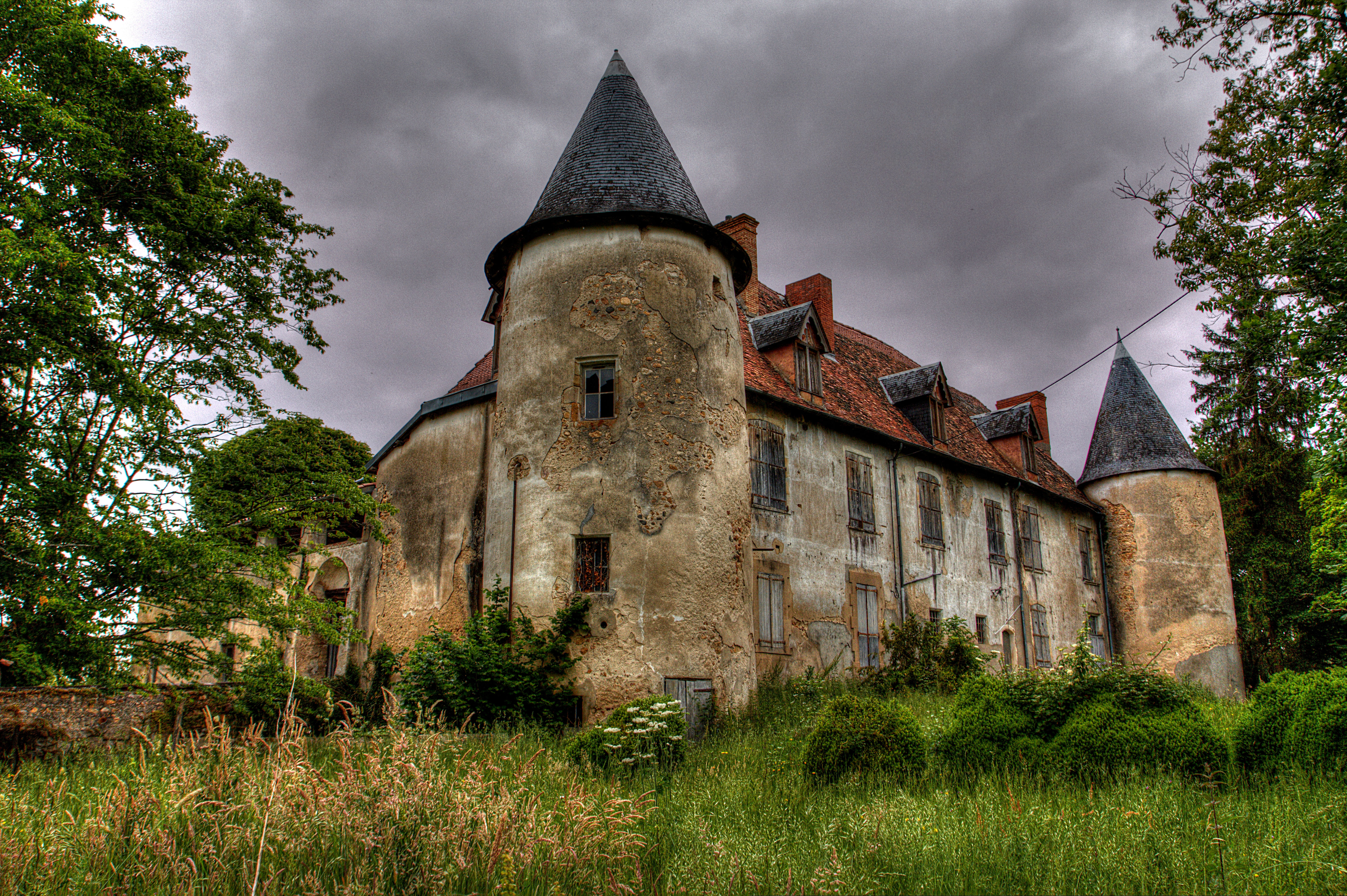
Le château de la Bâtisse.

Puy-Guillaume compte deux monuments répertoriés à l'inventaire des monuments historiques et vingt-six lieux et monuments (hors présentation communale) répertoriés à l'inventaire général du patrimoine culturel. Par ailleurs, elle ne compte aucun objet répertorié à l'inventaire des monuments historiques et 41 objets (hors inventaire supplémentaire) répertoriés à l'inventaire général du patrimoine culturel.
Figurent notamment à l'inventaire général, l'église paroissiale Saint-Barthélemy (XIXe et XXe siècles), remplaçant une chapelle du XVIIe siècle détruite, une école de garçons, au 58 rue Joseph-Claussat, construite en 1907, un cimetière, de la fin du XIXe siècle, un château (XVIe, 2e quart du XVIIIe siècle et XIXe siècle) au lieu-dit de la Mothe, le château de la Bâtisse (XVIe, XVIIIe, XIXe et XXe siècles) au lieu-dit de la Bâtisse, les pigeonniers sont inscrits aux monuments historiques en 1988, l'abbaye de cisterciens ou abbaye de Montpeyroux, fondée en 1126 et inscrite aux monuments historiques en 2000.
Le prieuré Saint-Alyre-ès-Montagne a été détruit.
Un autre édifice château des Audinots[réf. nécessaire].

### Personnalités liées à la commune
- Michel Charasse, ancien sénateur-maire de Puy-Guillaume
- Ernest Laroche, ancien député et maire de Puy-Guillaume
- Pierre Laval, ancien homme politique de la ville voisine de Châteldon

### Héraldique
| Blason de Puy-Guillaume | Blason  | D'azur à l'ancre de sable, cordée d'or à deux haches du même posées en sautoir. |
| Blason de Puy-Guillaume | Détails | Le statut officiel du blason reste à déterminer.                                |